# 大網駅
大網駅（おおあみえき）は、千葉県大網白里市南玉（みなみだま）にある、東日本旅客鉄道（JR東日本）の駅である。

## 乗り入れ路線
外房線を所属線としており、東金線を加えた2路線が乗入れている。東金線は当駅が起点である。

## 歴史
- 1896年（明治29年）1月20日：房総鉄道の駅として開設[1]。旅客・貨物取扱開始[3]。なお当時の大網町ではなく隣の山辺村に存在した。
- 1897年（明治30年）4月17日：当駅 - 一ノ宮駅（現在の上総一ノ宮）間延伸開業[4]。
- 1900年（明治33年）6月30日：当駅 - 東金間駅延伸開業[1]。
- 1907年（明治40年）9月1日：房総鉄道が買収され、帝国鉄道庁の駅となる[1]。
- 1971年（昭和46年）7月1日：貨物取扱廃止[3]。
- 1972年（昭和47年）5月27日：現在の場所へ移転し、スイッチバック解消[1][5]。
- 1984年（昭和59年）2月1日：荷物扱い廃止[3]。
- 1987年（昭和62年）4月1日：国鉄分割民営化に伴い、東日本旅客鉄道（JR東日本）の駅となる[1]。
- 1995年（平成7年）10月4日：自動改札機を設置し、供用開始[6]。
- 1996年（平成8年）
  - 3月：新茂原駅での貨物取扱廃止に伴い、構内短絡線を休止。
  - 12月：構内短絡線撤去[7]。
- 2001年（平成13年）11月18日：ICカード「Suica」の利用が可能となる[広報 1]。
- 2009年（平成21年）2月：改札と各ホームにLED式発車標を設置[1]。
- 2014年（平成26年）3月14日：外房線2番ホームと東金線3・4番ホームを繋ぐスロープが完成[8]。
- 2022年（令和4年）10月31日：この日限りでみどりの窓口が営業を終了[9][10]。

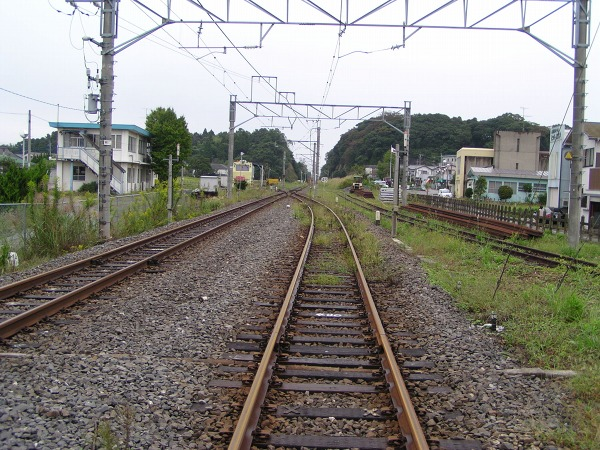
旧大網駅跡（2005年10月）
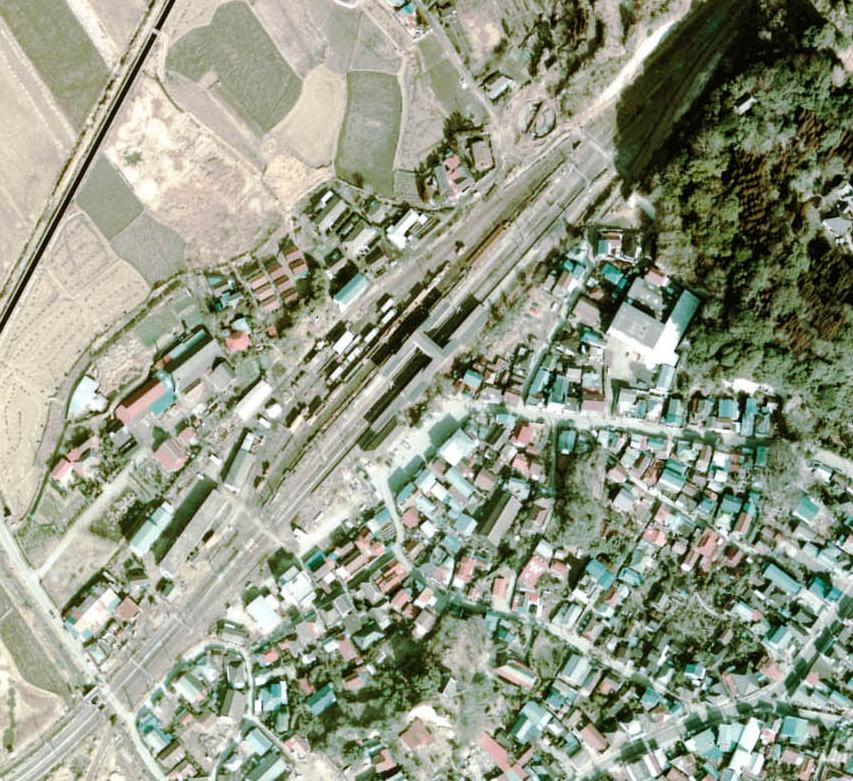
1974年時点の旧大網駅周辺空中写真 ※国土画像情報カラー空中写真（国土交通省）より

### 線形について
当駅開設当初は東金線の福俵駅方面に500 mほど進んだJR東日本大網保線技術センター付近にあり、東金駅方面から千葉駅方面と安房鴨川駅方面の双方向に分岐する線形であった。そのため、当時の房総東線の列車は当駅でスイッチバックが必要であった。同様にスイッチバックが必要であった線形については、千葉駅も参照。
1972年（昭和47年）5月に、当駅と房総東線の線路が移設の上高架化され現在の形態となり、その直後に房総東線を今の外房線に路線名を改称した。かつての房総東線の線路は貨物列車用短絡線として1996年（平成8年）まで使われていたが、新茂原駅での貨物取扱終了により撤去された。
スイッチバックの解消により、外房線と内房線を経由して房総半島を循環すると蘇我駅で列車編成の向きが逆転するため、このような列車の設定が困難となった。
現在、旧駅跡には旧駅前児童公園があり、案内板や腕木式信号機も建っている。

## 駅構造
外房線の相対式ホーム2面2線と、東金線の島式ホーム1面2線の計3面4線を有する高架駅である。両線のホームが離れている経緯については当駅の歴史を参照。
指定席券売機・コインロッカーが設置されている。茂原統括センターの直営駅であり、管理駅として外房線の永田駅および東金線の福俵駅・東金駅・求名駅を管理している。
外房線ホームは全体がカーブしており、列車とホームとの隙間が広くなっている箇所がある。そのため1番線は7両編成以上、2番線は全列車に対して駅員が乗降終了合図を出している。
東金線ホーム3番線は線路がホーム先端で途切れており、線内折り返し列車の発着に使用される。これに対して4番線は外房線上り始発列車と東金線と外房線を相互に直通する列車が停車する。
3・4番線には、各ホームと駅構内にLED式の発車標が設置されている。東金線ホームの成東寄り（3・4番線分岐器付近）には、旧大網駅跡地を利用した保線用施設がある。

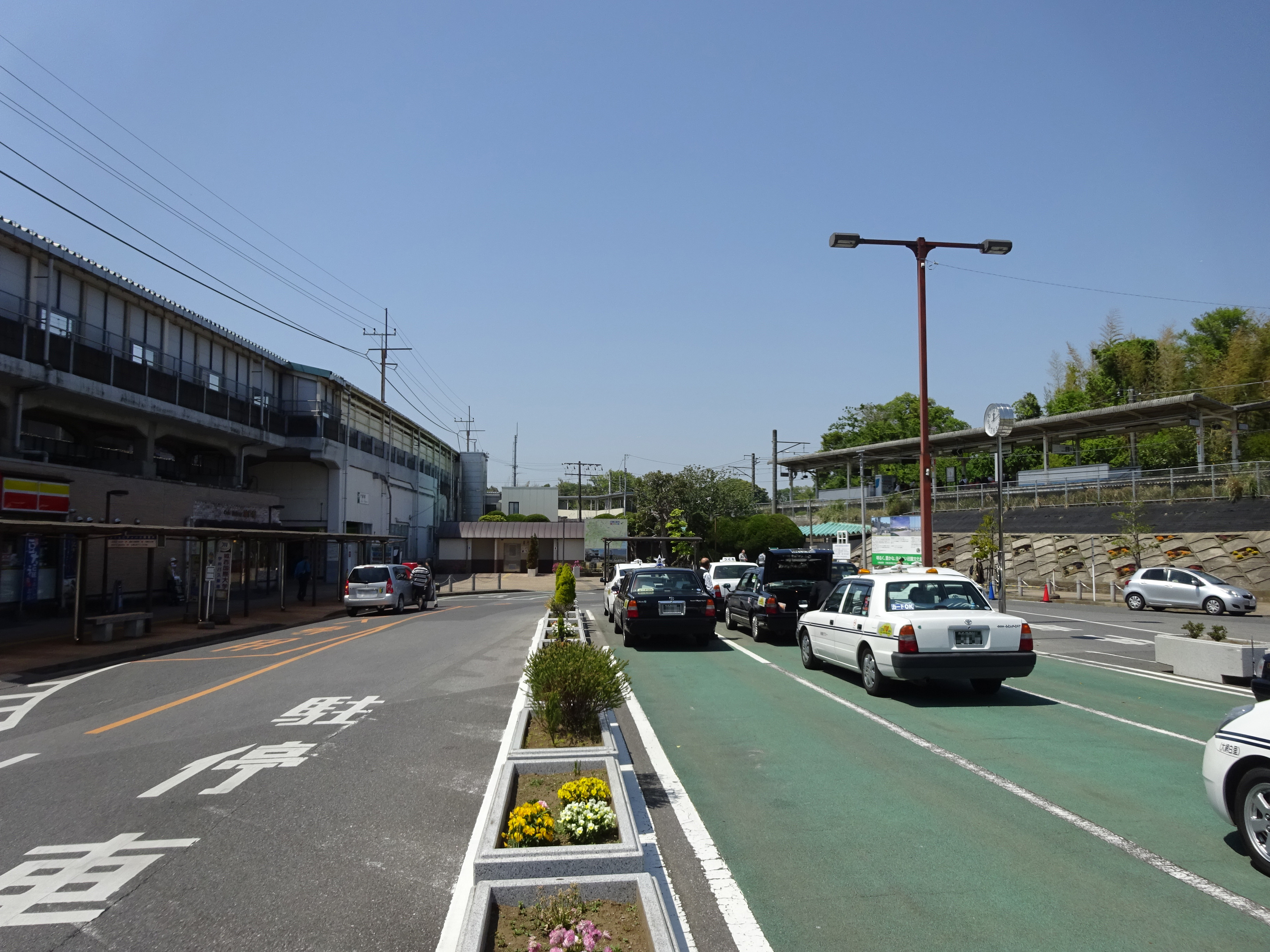
駅前広場から見た当駅（2018年4月）※駅左が駅舎及び外房線ホーム、奥の連絡通路を介し、右の東金線ホームに接続
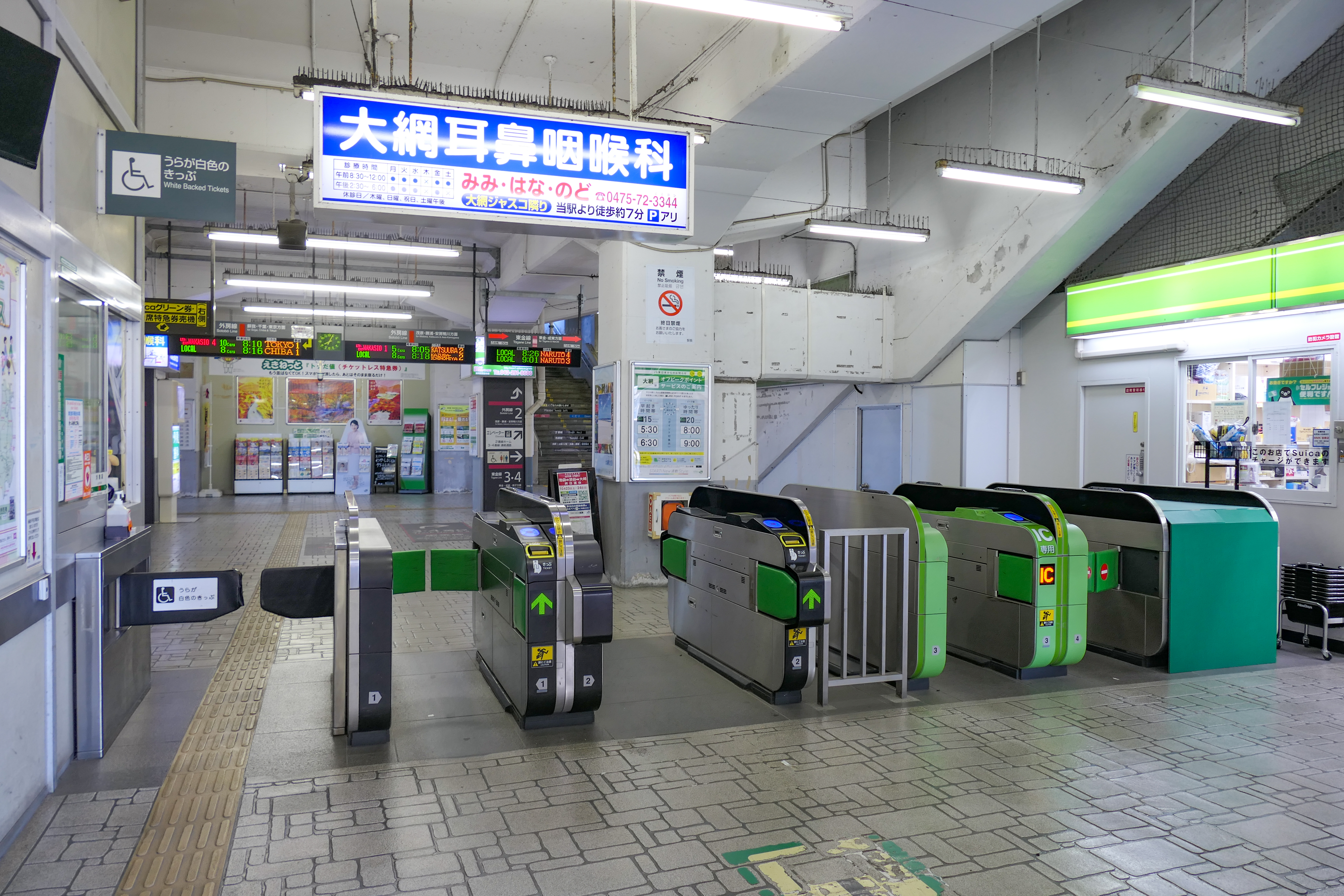
改札口（2021年10月）

### のりば
| 番線 | 路線    | 方向      | 行先                                | 備考                                          |
| ---- | ------- | --------- | ----------------------------------- | --------------------------------------------- |
| 1    | ■外房線 | 上り      | 千葉・東京方面                      | 一部、横須賀・総武快速線・京葉線直通          |
| 2    | ■外房線 | 下り      | 茂原・勝浦・安房鴨川方面            |                                               |
| 3    | ■東金線 | 下り      | 東金・成東・銚子方面                | 当駅始発                                      |
| 4    | ■東金線 | 上り 下り | 千葉・東京方面 東金・成東・銚子方面 | 一部京葉線直通 外房線・京葉線からの直通を含む |

（出典：JR東日本:駅構内図）
- 1・2番ホームと3・4番ホームの昇降部が20 mほど離れているため、一度改札階(地平部)に降り通路を渡ったあと再度階段等を登る必要がある。
- 2番ホームのみ、3・4番ホームとスロープで結ばれているので昇降せず乗り換えが可能。

| 運転番線 | 営業番線 | ホーム | 安房鴨川方面着発 | 千葉方面着発 | 成東方面     | 備考             |
| -------- | -------- | ------ | ---------------- | ------------ | ------------ | ---------------- |
| 1        | 1        | 15両分 | 到着可           | 出発可       | 不可         | 外房線上り主本線 |
| 2        | 2        | 15両分 | 出発可           | 到着可       | 不可         | 外房線下り主本線 |
| 3        | 3        | 6両分  | 不可             | 不可         | 到着・出発可 |                  |
| 4        | 4        | 6両分  | 不可             | 到着・出発可 | 到着・出発可 |                  |

- 主本線を発着する場合は通過が可能。ただし成東方面は不可。
- 夜間、3番線に翌朝の成東行普通列車に使用されるE233系5000番台4両編成[注釈 4] が留置される。なお、外房線千葉発23時台終わりの終電は当駅止まりであるが、留置せずに千葉方面に回送で折り返す。

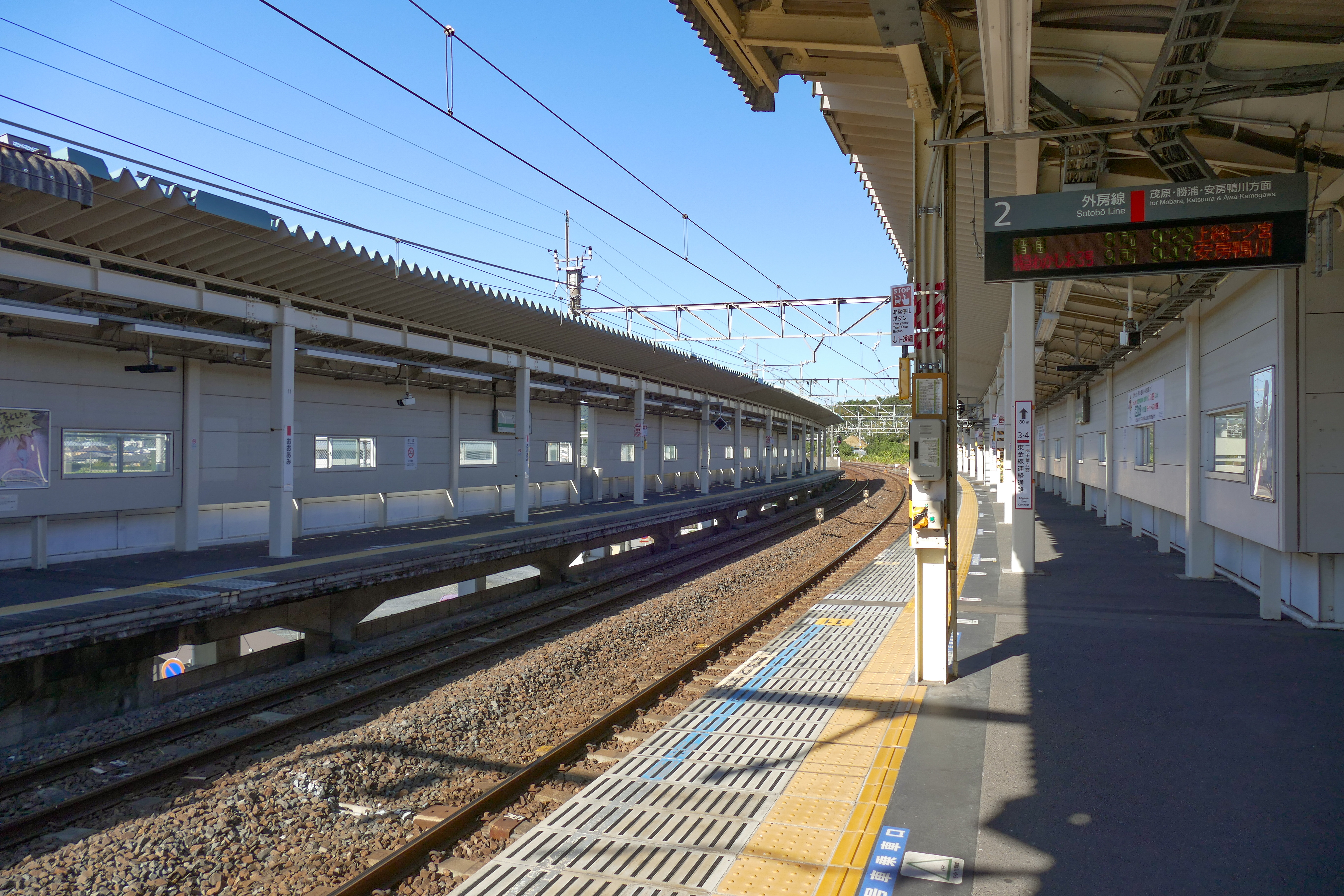
参考資料：「JR東日本全線【決定版】鉄道地図帳」 第4巻 「水戸・千葉支社管内編」 『学研』 2010年3月
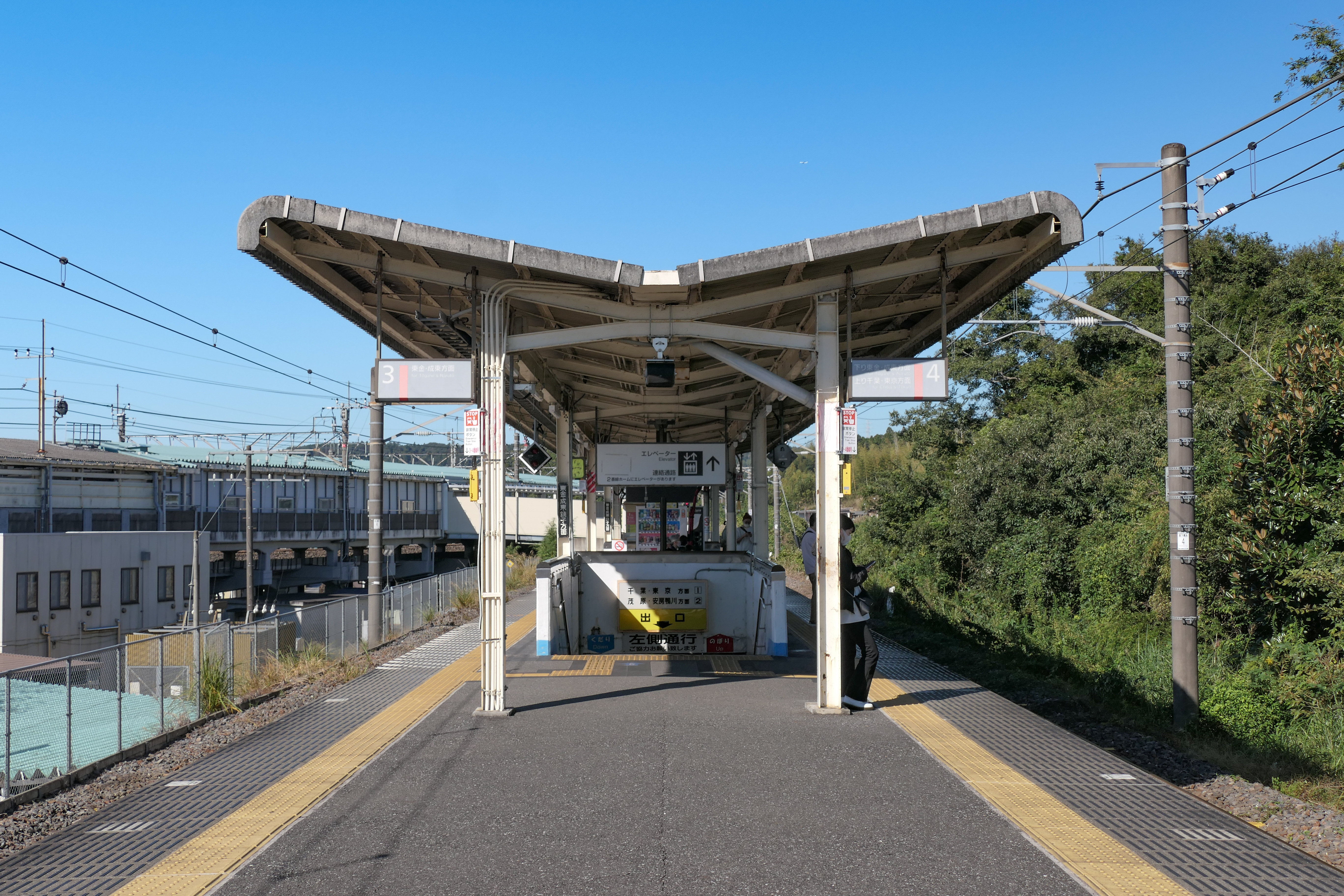
1・2番線（外房線）ホーム（2021年10月）
- 3・4番線（東金線）ホーム（2021年10月）

## 利用状況
2023年度（令和5年度）の1日平均乗車人員は8,580人である。
JR東日本および千葉県統計年鑑によると、1990年度（平成2年度）以降の1日平均乗車人員の推移は以下の通り。
| 年度               | 1日平均 乗車人員 | 出典     |
| ------------------ | ---------------- | -------- |
| 1990年（平成02年） | 8,365            | [ * 1 ]  |
| 1991年（平成03年） | 9,452            | [ * 2 ]  |
| 1992年（平成04年） | 10,162           | [ * 3 ]  |
| 1993年（平成05年） | 10,558           | [ * 4 ]  |
| 1994年（平成06年） | 10,946           | [ * 5 ]  |
| 1995年（平成07年） | 11,000           | [ * 6 ]  |
| 1996年（平成08年） | 11,143           | [ * 7 ]  |
| 1997年（平成09年） | 11,085           | [ * 8 ]  |
| 1998年（平成10年） | 11,203           | [ * 9 ]  |
| 1999年（平成11年） | 11,301           | [ * 10 ] |
| 2000年（平成12年） | 11,315           | [ * 11 ] |
| 2001年（平成13年） | 11,404           | [ * 12 ] |
| 2002年（平成14年） | 11,307           | [ * 13 ] |
| 2003年（平成15年） | 11,306           | [ * 14 ] |
| 2004年（平成16年） | 11,319           | [ * 15 ] |
| 2005年（平成17年） | 11,427           | [ * 16 ] |
| 2006年（平成18年） | 11,490           | [ * 17 ] |
| 2007年（平成19年） | 11,440           | [ * 18 ] |
| 2008年（平成20年） | 11,328           | [ * 19 ] |
| 2009年（平成21年） | 11,004           | [ * 20 ] |
| 2010年（平成22年） | 10,938           | [ * 21 ] |
| 2011年（平成23年） | 10,693           | [ * 22 ] |
| 2012年（平成24年） | 10,722           | [ * 23 ] |
| 2013年（平成25年） | 10,844           | [ * 24 ] |
| 2014年（平成26年） | 10,565           | [ * 25 ] |
| 2015年（平成27年） | 10,594           | [ * 26 ] |
| 2016年（平成28年） | 10,601           | [ * 27 ] |
| 2017年（平成29年） | 10,521           | [ * 28 ] |
| 2018年（平成30年） | 10,319           | [ * 29 ] |
| 2019年（令和元年） | 10,057           | [ * 30 ] |
| 2020年（令和02年） | 7,371            |          |
| 2021年（令和03年） | 7,685            |          |
| 2022年（令和04年） | 8,293            |          |
| 2023年（令和05年） | 8,580            |          |

## 駅周辺

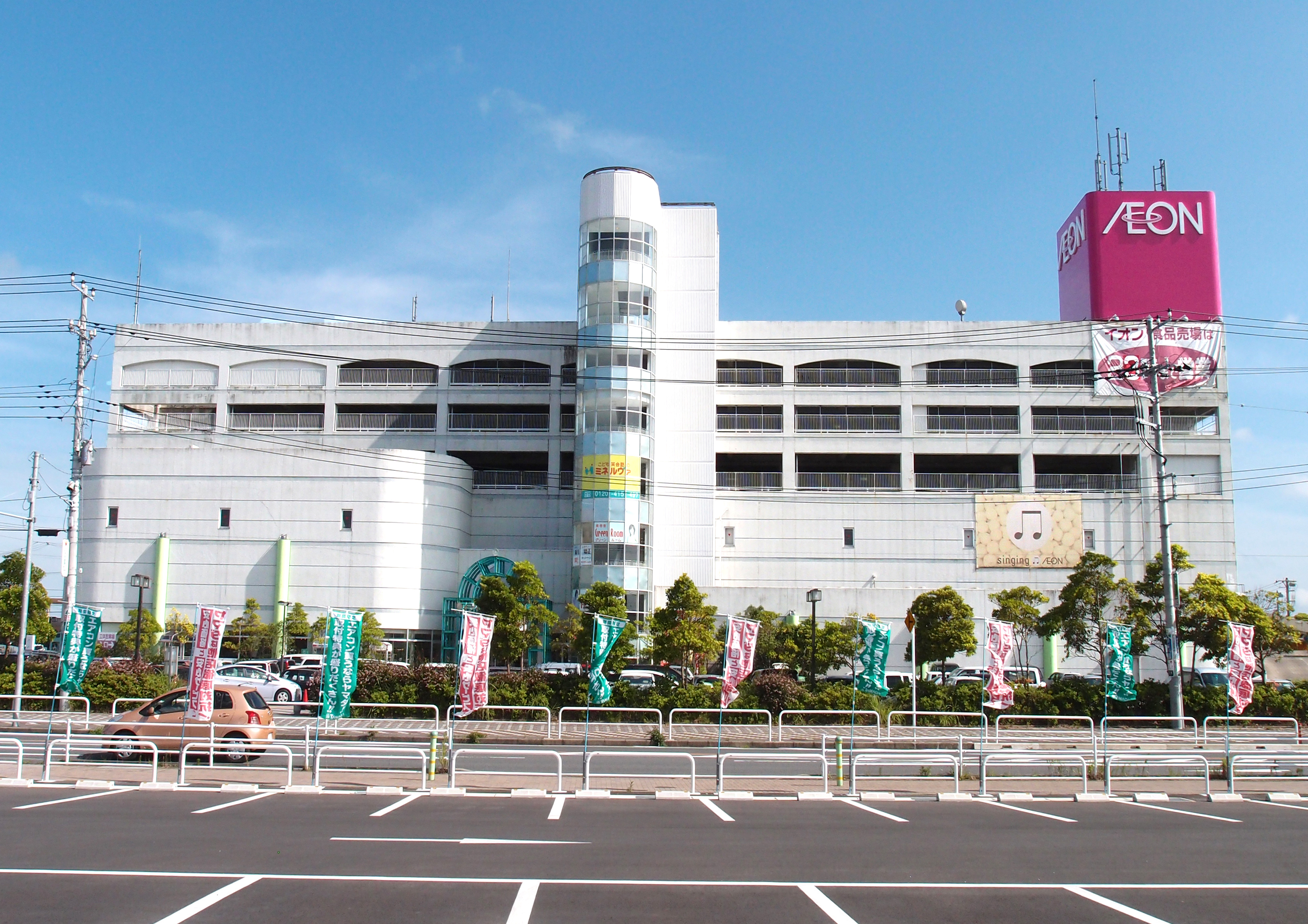
アミリィ大網白里ショッピングセンター

外房線の千葉市外最初の駅である。当駅は大網白里市の中心部から多少西にあり、周辺は駐車場が多い。市役所は駅の東側、700 m程のところにある。新興住宅団地も近接しており、東京都心や千葉市、茂原市のベッドタウンとなっている。
駅から1 kmほど南東に国道128号が通っており、道沿いにロードサイド店舗が多く見られる。
- 大網白里市役所
- 日蓮宗法流山本國寺
  - 宮谷県庁跡[12] - 1869年（明治2年）から1871年（明治4年）まで、木更津県に併合されるまで設置されていた。

- 千葉県立大網高等学校
- 大網白里市立大網中学校
- 大網白里市立大網小学校
- 大網郵便局
- 大網みずほ台郵便局
- 千葉銀行大網支店
- 京葉銀行大網支店
- アミリィ大網白里ショッピングセンター
  - イオン大網白里店
- ヤマダデンキテックランド大網白里店
- ケーズデンキ大網白里店
- トップマート大網店
- ベイシアFoodsPark大網白里店
- 圏央道大網白里SIC

## バス路線

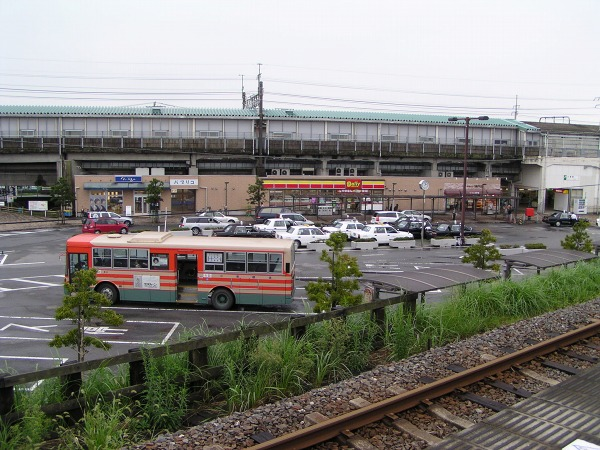
駅前バスターミナル（2005年10月）

| 乗り場  | 停留所名 | 運行事業者                         | 系統・行先                                 |
| ------- | -------- | ---------------------------------- | ------------------------------------------ |
| 1番線   | 大網駅   | 小湊鉄道                           | サンライズ九十九里 白子車庫 弥幾野         |
| 2番線   | 大網駅   | 小湊鉄道                           | 高速バス：バスターミナル東京八重洲         |
| 3番線   | 大網駅   | 小湊鉄道                           | 季美の森 大網駅                            |
| 4番線   | 大網駅   | 小湊鉄道                           | みどりが丘車庫 茂原駅南口 深夜バス：求名駅 |
| 4番線   | 大網駅   | 九十九里鉄道                       | 大網線：東金駅                             |
| Aのりば | 大網駅   | 京成バス千葉イースト               | 快速：千葉駅 鎌取駅                        |
| Aのりば | 大網駅   | 京成バス千葉イースト・東京空港交通 | リムジンバス：羽田空港                     |
| －      | 大網駅   | 大網白里市コミュニティバス         | 中部コミュニティセンター                   |

## 隣の駅
東日本旅客鉄道（JR東日本）
■外房線
- 特急「わかしお」停車駅

■快速（総武線経由）
土気駅 - 大網駅 - 茂原駅　
■快速（京葉線経由）・■普通（各駅停車）
土気駅 - 大網駅 - 永田駅　
■東金線
■普通（各駅停車）
（土気駅 -） 大網駅 - 福俵駅
※朝ラッシュ時上りと夕ラッシュ時下りに京葉線直通列車が、日中と夜間の一部に千葉始発・終着列車が設定されている。

### 記事本文